# Orthaea wurdackii
Orthaea wurdackii là một loài thực vật có hoa trong họ Thạch nam. Loài này được Maguire, Steyerm. & Luteyn mô tả khoa học đầu tiên năm 1978.